# Сны (фильм, 1993)
«Сны» — фильм-комедия Карена Шахназарова и Александра Бородянского 1993 года.

## Сюжет
В конце XIX века красавицу-графиню Призорову, жену выдающегося государственного деятеля, замучили кошмарные сны. В них она оказывается в 1993 году в загадочной стране СНГ, где, будучи лимитчицей, работает посудомойкой в столовой, а своего законного супруга видит продавцом эротических фотографий на Старом Арбате. Пикантный характер ночных грёз Призоровой заставил супругов обратиться к доктору, который усмотрел поначалу в содержании её снов лишь нервное переутомление, а потом стал подозревать признаки серьёзного психического заболевания. Тем не менее, впоследствии врач рекомендует пациентке проконсультироваться у доктора Ренуара, специалиста по снам, который вводит графиню в гипноз и приходит к выводу, что её сны являются провидческими: сама того не желая, графиня видит будущее России. Граф, присутствовавший при гипнозе, не хочет верить, что спустя сто лет со страной будет происходить нечто столь непонятное. По дороге домой он расспрашивает супругу о государственном устройстве, законах, порядках в СНГ. Её ответы сводятся к тому, что «они сами ничего не знают», даже что, собственно, значит название «СНГ» — только, что когда-то была какая-то революция и с тех пор не стало царя.
Поздно ночью, когда графиня уже спит, граф посылает за доктором Ренуаром: он хочет своими глазами увидеть, что снится его жене. Опыт удаётся, и увиденное потрясает Призорова. Он задумывается над тем, что должно изменить сейчас, чтобы избежать грядущего воплощения страшных снов. Доклад графа императору на Государственном совете, где он рисует будущее России мрачным и туманным и призывает как можно скорее передать землю крестьянам, привлечь рабочих к управлению фабриками и дать низшим слоям общества возможность участвовать в управлении государством (только так, по мнению графа, можно предотвратить назревающий конфликт в обществе), заканчивается скандалом и отставкой Призорова. На упрёки в социализме граф отвечает, что он патриот России.
Чета Призоровых уезжает из города: граф и графиня надеются, что в имении, среди природы, кошмары перестанут мучить графиню.
«Одновременно» в 1993 году посудомойка Маша Степанова со своим соблазнителем — бухгалтером Семёном Борисовичем — отправляются на дачу, недавно им купленную: это полуразрушенное здание старинной усадьбы, которое тот планирует отреставрировать. На стене в одной из комнат Маша замечает чудом сохранившийся старинный портрет графини. С портрета на неё смотрит её собственное лицо.

## В ролях
- Олег Басилашвили — граф Дмитрий Призоров / фотограф-эротоман
- Амалия Мордвинова — графиня Призорова / Мария Ивановна Степанова
- Армен Джигарханян — доктор
- Арнольд Идес — Семён Борисович, бухгалтер столовой / генерал-лейтенант Иван Иванович Расторгуев
- Пётр Меркурьев — месье Ренуар
- Валерий Носик — министр культуры
- Алексей Жарков — генерал-полковник Клочков, заместитель министра обороны
- Юрий Шерстнёв — Иван Иванович Курочкин, министр сельского хозяйства
- Андрей Ростоцкий — император Николай II
- Андрей Вертоградов — председательствующий министр
- Фред Хайатт — барон Доменик, представитель МВФ
- Геннадий Шарапов — бородатый член правительства
- Александр Числов — Олег, член правительства
- Виктор Поморцев — Эдуард, член правительства
- Юрий Куценко — портной Штокман
- Екатерина Образцова — майор Пантелеева, начальник охраны госдачи
- Марина Опёнкина — служанка Параша
- Александр Лойе — мальчик, покупающий фотографию
- Анатолий Кролл — руководитель оркестра
- Григорий Багров — князь Полонский (нет в титрах)
- группа Пурген — панки на митинге у Белого дома